# YannToutCourt
Pour les articles homonymes, voir Bouvier.
Yann Bouvier, dit YannToutCourt, né le 20 septembre 1985, est un enseignant, historien, vulgarisateur historique, auteur et vidéaste web français. Il est connu pour ses activités de créateur de contenus historiques sur les réseaux sociaux via ses chaines « Yann tout court » sur lesquelles il parle d'histoire, déconstruit des idées reçues et lutte contre les propos pseudo-historiques.

## Biographie

### Jeunesse, formation et carrière
Yann Bouvier est né le 20 septembre 1985,. Sa mère décède en 1992 des suites d'une Sclérose latérale amyotrophique. Il découvre très tôt l'histoire dans laquelle il se réfugie pour fuir une enfance difficile. Ancien mineur placé auprès des services de l'aide sociale à l'enfance, en foyer à 5 ans puis en famille d'accueil, il entame des études d'histoire à l'université Toulouse-Jean-Jaurès qu'il poursuit à l’université Côte-d'Azur. Il y soutient un mémoire de master en histoire moderne intitulé « Récits de voyage et représentation de l'espace. La Méditerranée de Jérôme Maurand (1500-1580), un espace vécu », sous la direction de Pierre-Yves Beaurepaire et la co-direction d'Anne Brogini et y publie ses premiers articles,.
Depuis 2010, il enseigne l'histoire et la géopolitique en lycée, dans la région toulousaine. Entre 2014 et 2018, dans le cadre du Centenaire de la Première Guerre mondiale, il développe le projet pédagogique @FrédéricB_1418 qui connait un large écho médiatique,,,.
Il est chercheur associé au Centre de la Méditerranée Moderne et Contemporaine (CMMC), laboratoire de recherches de l’université Côte-d'Azur, et chargé d'enseignement en Master II d'Histoire publique à l'INU Champollion d'Albi,.
Dès 2023, il est ambassadeur des Éclats de Juin de l'ARSLA,, opération destinée à lever des fonds contre la maladie de Charcot.

### Activité de vidéaste
Il crée sa chaine TikTok à la fin de l'année 2019, sous le pseudonyme « yanntoutcourt ». Durant le confinement liés à la pandémie de Covid-19 du printemps 2020, il publie des vidéos d'histoire à caractère pédagogique puis s'adresse à un public plus large. Il y développe plusieurs formats : des Raps d'histoire, qui le font connaitre, puis des Debunks (ou démystifications) d'idées reçues et de propos pseudo-historiques,,. Il y publie aussi des capsules pédagogiques. Il crée par la suite des chaines similaires sur YouTube et Instagram et compte, en novembre 2023, plus d'un million d'abonnés cumulés.
En 2022 il participe à la web-série de vulgarisation Dans le manoir,, produite par String Theory.
En 2024, il est récompensé du Prix Farel catégorie Explainers-Bonhôte pour sa vidéo « "Hitler ne voulait pas exterminer les Juifs" : Netanyahou dit vrai ? », dans laquelle il déconstruit des propos du premier ministre israélien tenus en 2015 et partagés massivement sur les réseaux sociaux dans les premiers mois de la guerre Israël-Gaza depuis 2023.
En 2024 et 2025, ses vidéos de debunks suscitent des réactions de personnalités politiques épinglées tels les députés Antoine Léaument (LFI) et Laurent Wauquiez (LR), qui reconnaissent (plus ou moins franchement) leurs approximations historiques,.

### Microcosmes
En septembre 2023 il publie Microcosmes. L'histoire de France à taille humaine aux éditions First, un essai graphique commencé en 2020. Illustré par Éloi Chevallier sur la base d'une importante documentation visuelle, il compte 215 planches et explore l'histoire de France par le prisme de la microhistoire, aux côtés d'individus réels (anonymes ou méconnus). Le livre présente aussi les méthodes des historiens et propose une initiation à l'historiographie. Relu par 20 universitaires, il est préfacé par Alain Corbin.
Succès public, Microcosmes est favorablement accueilli par la critique grand public,,,, et dans les recensions d'historiens,. Planète BD salue « un sacré boulot de vulgarisation [qui] se révèlera terriblement instructif à ceux qui ont envie de comprendre l’Histoire autrement qu’au travers du roman national ». L'historien Tristan Martine y voit « une bande dessinée de vulgarisation à la fois historique et historiographique qui, sans sacrifier à la nuance, parvient à compléter et interroger notre vision du passé, le tout en étant largement accessible : de la pédagogie magistrale, en somme ! ».
En mai 2024, Microcosmes reçoit le coup de cœur du jury du prix histoire Institut de France - Fondation Stéphane Bern pour l'histoire.

## Distinctions

### Décoration
- Chevalier de l'ordre des Palmes académiques (1er juillet 2024, contingent ministériel)[50]

### Récompenses
- 2024 : Prix Farel (catégorie Explainers-Bonhôte)[51],[52]

## Publications

### Livre
- Microcosmes. L'histoire de France à taille humaine (préf. Alain Corbin, ill. Éloi Chevallier) (Roman graphique), Paris, First Éditions, 2023, 232 p. (ISBN 978-2-412-07662-0).